# Hardrock-Zombies
Hardrock-Zombies ist ein US-amerikanischer Spielfilm aus dem Jahr 1985. Alternativtitel ist Heavy Metal Zombies.

## Handlung
Die Rockgruppe „Silent Rage“ kommt in das kleine Bergstädtchen Grand Guignol. Die dortige Bevölkerung ist jedoch alles andere als angetan von Rockmusik und erlässt ein Auftrittsverbot für die Band, da Rockmusik außerehelichen Sex und ähnliches fördere. Silent Rage lassen sich davon jedoch wenig beeindrucken und machen erst einmal die Stadt unsicher. Dies erzürnt die Stadtoberen noch mehr. Ein alter Mann bietet der Band sein Anwesen für einen Auftritt an. Dort geben sie ein Konzert – vor insgesamt sechs Leuten – und man versucht dabei, sie umzubringen. Der Auftritt ist aber dennoch ein voller Erfolg.
Kurze Zeit später zeigt sich jedoch, wer der alte Mann wirklich ist: Es ist Adolf Hitler, der seine Welteroberung vorbereitet. Er lässt durch seine Gehilfen die Band umbringen und im Garten, nicht sonderlich tief, begraben. Einer der Musiker hat aber zuvor eine Melodie aufgenommen, die Tote wieder zum Leben erwecken kann. Die Kassette mit dem Lied hat er zuvor Cassie gegeben, die sich unsterblich in ihn verliebt hat. Als Cassie die Melodie spielt, steht Silent Rage wieder aus ihren Gräbern auf. Und mit ihnen eine Armee von Zombies, die die Stadt überrennen.
Ein alter Mann hat die Idee, dass die Bewohner riesige Bilder von Köpfen tragen sollen, da Zombies bekanntlich Angst vor Köpfen haben. Die Leute gehen mit diesen Masken auf die Straße und werden erwartungsgemäß gefressen, da die Angst der Zombies vor Köpfen nichts mit der Realität zu tun hat. Die einzige Hoffnung sind nun die untoten Rocker. Diese geben jedoch erst einmal ein Konzert, bei dem aber außer Cassie und einem begeisterten Musikagenten niemand anwesend ist. Als die verbliebenen Bewohner aber Cassie gefangen nehmen und als Jungfrauenopfer darbringen wollen, um die Zombies zu stoppen, greift Silent Rage doch ein. Mit Hilfe ihrer Musik locken sie die Untoten in Hitlers geheime Gaskammer, wo diese (einschließlich Hitler), umkommen. Die Band kehrt daraufhin in ihre Gräber zurück.

## Kritik
„Ein widerwärtiger und abstruser Horrorfilm, der vergeblich versucht, seine Groteske aus der Verbindung von Rock-Musik-Geschäft und Zombie-Unwesen zu konstruieren.“

## Auszeichnungen
Der Film wurde 2009 mit der „Goldenen Reitenden Leiche“ als bestes B-Movie ausgezeichnet. Der Film repräsentiere laut der Jury beispielhaft alles wofür ein B-Movie in der allgemeinen Wahrnehmung stehe: Mangelnde Professionalität und Realismus, ein schlechtes Drehbuch und schwache Schauspieler. Trotzdem gelinge es dem Film auf seine eigene Art einen beträchtlichen Unterhaltungswert zu entwickeln. In diesem Zusammenhang wurde unter anderem die Filmmusik gelobt.

## Trivia
- Der Name der Stadt, Grand Guignol, stellt eine Anspielung auf eine französische Theatergattung von grotesk-trivialen Grusel- und Horrorstücken dar.
- Der Film war ursprünglich nur als 20-minütiger Kurzfilm für Autokinos geplant. Im Laufe der Dreharbeiten wurde jedoch entschieden, einen kompletten Film zu produzieren.[6]